# Csukás Zoltán (mezőgazdász)
Zetényi Csukás Zoltán (Győr, 1900. szeptember 20. – Freiburg, 1957. szeptember 16.) Kossuth-díjas mezőgazdász, állatorvos, közgazdász, egyetemi tanár, a Magyar Tudományos Akadémia levelező tagja. A 20. századi magyar állattenyésztés egyik legkiemelkedőbb egyénisége. A tudományosan megalapozott baromfitenyésztés, takarmányozástan, szarvasmarha-bírálat és -családtenyésztés területén végzett munkássága révén bel- és külföldön is elismert tudós volt.

## Tanulmányai
Alsóbb iskoláit Siómaroson és Nagyrákoson végezte. A híres Pápai Református Kollégiumban érettségizett 1918-ban.
Felsőfokú tanulmányait 1919-ben kezdte meg Magyaróvárott, a Magyar Királyi Gazdasági Akadémián, ahol évfolyamtársa volt többek között Anghi Csaba Geyza, a Fővárosi Állat- és Növénykert későbbi legendás hírű igazgatója, szintén Európa szerte ismert állattenyésztési szaktekintély, Frideczky Ákos, a nyitrai agrártudományi főiskola majdani professzora, Kolbai Károly és Révy Dezső, a Magyar Agrártudományi Egyetem egykori rektorai, báró Schell József festőművész és gróf Serényi Miklós néhai országgyűlési képviselő. Hallgatósága alatt tanított az Akadémián a szintén óvári gazdász Schandl József, a Magyar Tudományos Akadémia rendes tagja, a magyar állattenyésztés egyik legkiemelkedőbb alakja.
Csukás kitűnő minősítésű mezőgazdász oklevelét 1922-ben kapta kézhez, s még ebben az esztendőben beiratkozott a budapesti Állatorvosi Főiskolára, ahol 1927-ben avatták állatorvossá.
1936-ban ösztöndíjasként az Egyesült Királyságban folytatott tanulmányokat, Cambridge-ben, Readingben és Edinburgh-ban tanult. Időközben megszerezte a mezőgazdaság-tudományi és állatorvos-doktori fokozatot is, illetve a közgazdász diplomát.

## Pályafutása
1930. március 1-jén pályázat útján a Pázmány Péter Tudományegyetem Közgazdaságtudományi Karának Mezőgazdasági Osztályán, az Állattenyésztéstani Intézetben tanársegéddé, majd adjunktussá nevezték ki. 1934–1938 között visszatért Alma Materébe, a Magyaróvári Magyar Királyi Gazdasági Akadémiára, ahol az állattenyésztési tanszéket vezette. 1936-ban egyetemi magántanárrá habilitálták. 1938-ban a debreceni Gazdasági Akadémiának, 1943-ban pedig már mint Mezőgazdasági Főiskolának lett a tanszékvezető nyilvános rendes tanára. 1940–1944 között megbízott igazgatói minőségben a debreceni egyetem állattani intézetét is vezette.
1944. június 13-án a M. kir. József Nádor Műszaki és Gazdaságtudományi Egyetem Mezőgazdasági és Állatorvosi Kara Állatorvosi Osztályán, illetőleg a második világháború után a Magyar Agrártudományi Egyetem Állatorvostudományi Karán, majd 1952-ben az egyetemből kivált Állatorvostudományi Főiskolán az állattenyésztési intézethez nevezték ki nyilvános rendes tanárnak, haláláig itt dolgozott.Rendkívüli tagja lett az állatorvosi tisztivizsga-bizottságnak.
Közben a hajdúnánási kísérleti gazdaság megszervezését is irányította, illetve az MTA Állattenyésztési Kutatóintézetének Szarvasmarha-tenyésztési Osztályát vezette 1950–1952 között. Tagja lett a Mezőgazdasági Kísérletügyi Központ állattenyésztési aktívájának, az Országos Állategészségügyi Tanácsnak és az Állatorvostudományi Kar felülvéleményező tanácsának.
Hazánk több magas kitüntetéssel, így a Kossuth-díjjal (1954) is elismerte korszakalkotó tudományos, oktatói és szakmai tevékenységét. 1952-ben a mezőgazdasági tudományok doktora, 1954-ben a Magyar Tudományos Akadémia levelező tagja lett. Székfoglaló előadását A tehéntej zsírtartalmának belső környezeti tényezői címen 1955-ben tartotta meg. 
Szervezetét a Parkinson-kór támadta meg, 1957. szeptember 16-án külföldön (Freiburg), egy újabb operáció után érte a halál. A Farkasréti temetőben helyezték végső nyugalomra.

## Hazánk képviselete külföldön
Magyarországot hét ízben képviselte különböző nemzetközi értekezleteken és kongresszusokon. Debreceni tanársága idején részt vett az 1938. évi XI. Tejgazdasági Világkongresszuson Berlinben és 1939-ben a IV. Nemzetközi Állattenyésztési Kongresszuson Zürichben. A Földművelésügyi Minisztérium megbízásából 1942-ben a római, a bolognai, a firenzei, a milánói, a torinói és a perugiai állattenyésztési intézeteket és az olasz mintagazdaságokat tanulmányozta. Budapesti egyetemi tanársága idején 1947-ben a mesterséges termékenyítés FAO által rendezett milánói nemzetközi tanfolyamon Magyarországot, a zürichi Nemzetközi Állattenyésztési Értekezleten pedig a Földművelésügyi Minisztériumot képviselte. 1948-ban a stockholmi nemzetközi örökléstani kongresszuson és a VIII. Baromfitenyésztési Világkongresszuson vett részt. Előadást tartott Londonban a XVIII. Nemzetközi Állatorvosi Kongresszuson, Párizsban az V. Nemzetközi Állattenyésztési Kongresszuson és még több helyen.

## Szakirodalmi munkássága
Csukás Zoltán az állattenyésztéstan nagyon sok területén folytatott maradandó értékű és a gyakorlat számára fontos munkásságot. A baromfitenyésztéssel, az állattenyésztésnek addig meglehetősen elhanyagolt ágával ő foglalkozott először nagy tudományos felkészültséggel. Első könyve A gazdasági baromfiak tenyésztése címen 1935-ben jelent meg. 1936-ban írta meg A tehén takarmányozása címkönyvét. Ez utóbbi angol nyelvű kiadására ajánlatot kapott a Bailliére és Tyndall cégtől. Társszerkesztője volt a Mezőgazdasági Kutatások című folyóiratnak, és szerkesztőbizottsági tagjaként dolgozott a Magyar Álltenyésztésnek is. Baromtenyésztés című könyvét 1955-ben adták ki. Takarmányozástan című tankönyve két kiadást ért meg; második kiadása 1956-ban jelent meg. Eredeti tudományos dolgozatai, melyek a bel- és külföldi szaklapokban jelentek meg, az állattenyésztés majdnem minden ágát felölelik.

## Kutatói pályafutása
Csukás Zoltán az állattenyésztést számos szakterületén alkotott maradandót. Főként a hosszú élettartamú, tartósan termelékeny, egyenletesen termelő és zsíros tejű tehéncsaládok kitenyésztésének és az utódellenőrzés módszerei tökéletesítésének kérdéseivel, valamint a takarmányozás élettani vonatkozásaival foglalkozott. Kezdeményezésére alakították ki Herceghalomban az első magyarországi szarvasmarha-törzstenyészetet, illetve a mesterséges termékenyítés hazai bevezetésének és a szarvasmarha-törzskönyvezés korszerűsítésének egyik első megindítóját is személyében tisztelhetjük.

## Elismerései, díjai, tisztségei
Tudományos munkásságának elismeréseként a Magyar Tudományos Akadémia Állattenyésztési Főbizottsága elnökévé választotta; tagja lett az Állattenyésztési Világszövetség előkészítő bizottságának, alelnöke a VIII. Baromfitenyésztési Világkongresszus egyik szakosztályának; tagjává választotta a Societas Italiana per il progresso delle Zootechnica tudományos társaság és a Tisza István Tudományos Társaság is. 1942-ben a Meskó Pál írói jutalomdíjjal tüntették ki. A Magyar Tudományos Akadémia kiemelkedő tudósát 1953-ban a Munka Vörös Zászló Érdemrenddel és 1954. március 15-én Kossuth-díjjal tüntették ki.

## Emlékezete
A csornai Mezőgazdasági Szakközépiskola 1963. november 22-én vette fel Csukás Zoltán nevét. Csúcs Ferenc budapesti szobrászművész alkotását, Csukás professzor mellszobrát a tanintézet parkjában állították fel, amelynek ünnepélyes leleplezésre 1981. szeptember 19-én került sor. A művész emlékérmet is készített az iskola részére. Az érem a tanulók jutalmazására készült. A 74 mm átmérőjű, öntött alumíniumérem előlapján a professzor balra néző, oldalnézeti arcképe- és félköríven bal oldalon „DR. CSUKÁS”, a jobb oldalon „ZOLTÁN” felirat van. A hátoldalon a technikum akkori épülete és köriratban „CSUKÁS ZOLTÁN MEZŐG. TECHNIKUM CSORNA” és az épület alatt a művész szignója látható.
Az Állatorvos-történeti Gyűjtemény őrzi Domonkos Béla szobrászművész alkotását, a Csukás Zoltán-emlékérmet. A 107 mm átmérőjű öntött bronzérem előlapján a szintén általa készített díjérmen levővel azonos portré, „DR. CSUKÁS ZOLTÁN EMLÉKÉREM” felirat és a művész írott betűs névaláírása található.
Életművének megörökítése és közkinccsé tétele céljából a Magyar Állattenyésztők Szövetsége Állattenyésztés-történeti Bizottságának és a Debreceni Egyetem Mezőgazdaságtudományi Karának kiadásában látott napvilágot a Csukás Zoltán c. életrajzi tanulmánykötet 2001-ben.